# Прапор Кривого Рогу
Пра́пор Криво́го Ро́гу — один із символів міста Кривий Ріг, затверджений рішенням № 30 ІІІ сесії XXIII скликання від 20 травня 1998 року.

## Опис
Квадратне полотнище розтяте на зелену і червону частини, в яких біла козацька порохівниця, над нею жовтий дубовий трилисник із двома жолудями.
Автори герба, прапора та печатки: Дабіжа М. К. — заступник голови міськвиконкому з питань освіти та культури;
Бакальцев В. М. — архітектор, головний художник міста, член Спілки архітекторів України;
Сєднєва С. А. — мисткиня, член Міської художньої ради, член Спілки художників України;
Токар В. І. — мистець, головний редактор художньої газети «Арт-Ательє», член Спілки художників України.

## Стандартизація кольору
Стандартизація кольорів прапору офіційно не закріплена. Приводяться неофіційні данні, якими користується Вікіпедія.
| Схема   | Насичений червоний    | Зелений                     |
| ------- | --------------------- | --------------------------- |
| Pantone | Pantone Coated 185 °C | Pantone Solid Coated 360 °C |
| RAL     | RAL 3028 colour       | RAL 6018                    |
| RGB     | 234, 36, 44           | 99, 183, 73                 |
| CMYK    | 0, 85, 81, 8          | 46, 0, 60, 28               |
| HEX     | #ea242c               | #63b749                     |
| Websafe | #ff3333               | #66cc33                     |